# Вишнёва, Диана Викторовна
Диа́на Ви́кторовна Вишнёва (род. 13 июля 1976, Ленинград) — российская артистка балета, прима-балерина Мариинского театра (с 1996) и Американского театра балета (2005—2017).
Победитель конкурса «Приз Лозанны» (1994), лауреат театральных премий «Бенуа танца», «Золотой софит» (оба — 1996), «Золотая маска» (2001, 2009, 2013), лауреат Государственной премии Российской Федерации (2000), народная артистка Российской Федерации (2007).

## Биография

### Ранние годы
Родилась 13 июля 1976 года в Ленинграде в семье инженеров-химиков Виктора Геннадьевича и Гузали Фагимовны Вишнёвых. В шестилетнем возрасте начала заниматься в хореографическом кружке во Дворце пионеров, в 1987 году поступила со второй попытки в Ленинградское хореографическое училище имени А. Я. Вагановой (с 1991 года — Академия русского балета); из-за этого в 1-м балетном классе по общеобразовательным предметам проходила программу одного и того же класса дважды. На курсах училась в классе педагога Людмилы Ковалёвой, среди других педагогов — Вадим Десницкий (дуэтный танец).
В 1994 году, будучи студенткой 2-го курса, участвовала в международном конкурсе учеников балетных школ «Приз Лозанны»: исполнив в финале вариацию из балета «Коппелия» и номер «Кармен», поставленный специально для конкурса Игорем Бельским, завоевала золотую медаль.
В 1995 году, будучи студенткой выпускного курса, по приглашению Олега Виноградова исполнила в качестве стажёра на сцене Мариинского театра партию Китри в балете «Дон Кихот». Ещё до выпуска Виноградов включил Вишнёву в состав летних гастролей театра в США, Великобританию и Японию. В 1995 году, после выпускных экзаменов, Вишнёва была официально зачислена в балетную труппу Мариинского театра, с 1996 года — его солистка. Репетировала с Ольгой Ченчиковой.
В 1995 году впервые выступила на сцене Большого театра России, исполнив номер «Кармен» на заключительном концерте «Приза Лозанны» как победительница предыдущего конкурса. Затем вместе с Фарухом Рузиматовым, который стал её постоянным партнёром, была приглашена выступить в спектакле Большого театра «Дон Кихот».
В 1996 году за исполнение партии Китри была награждена призом «Бенуа танца», а за исполнение одной из частей балета «Симфония до мажор» — призом «Золотой софит». В том же году исполнила партию в спектакле «Ромео и Джульетта», посвящённом Галине Улановой (Ромео — Виктор Баранов).

### Карьера
Вишнёва неоднократно выступала на сценах крупнейших театров мира как с балетом Мариинского театра, так и самостоятельно. В 2001 году исполнила главные партии в спектаклях Баварского балета «Манон» и театра Ла Скала «Спящая красавица» (редакция Рудольфа Нуреева). В следующем году выступила на сцене парижской Оперы, исполнив партию Китри в балете «Дон Кихот» (редакция Рудольфа Нуреева, Базиль — Хосе Мартинес). Во время гастролей балетной труппы Мариинского театра в Нью-Йорке выступала на сцене Метрополитен-опера, солируя в балетах «Баядерка» (реконструкция Сергея Вихарева), «Дон Кихот» и «Рубины».
С 2002 года — приглашённая солистка Берлинского государственного балета: Владимир Малахов пригласил её станцевать с ним спектакль «Жизель» в этом театре. Затем они вместе выступали на сцене театра в Миккели, исполнив партии в балете «Спящая красавица» и па-де-де на музыку Чайковского (хореография Джорджа Баланчина).
С 2005 по 2017 год — приглашённая солистка Театра американского балета, где исполнила желанные главные партии в балетах «Лебединое озеро» и «Раймонда», которые не могла исполнить на сцене Мариинского театра в силу своего амплуа.
В 2007 году, в возрасте 30 лет, удостоена звания народной артистки России. В октябре того же года на сцене Мариинского театра состоялась премьера первого личного проекта Дианы — Silenzio (режиссёр Андрей Могучий, хореограф Алексей Кононов). В том же году стала «лицом» модного дома «Татьяна Парфёнова». Тогда же Вишнёва начала сотрудничать с американским продюсером Сергеем Даниляном и его агентством Ardani Artists — совместно они подготовили несколько сольных проектов балерины («Красота в движении», «Диалоги», «На грани»). Первая программа, Beauty in motion («Красота в движении»), премьера которой состоялась 13 февраля 2008 года в Калифорнии, была создана в сотрудничестве с Алексеем Ратманским («Лунный Пьеро»), Мозесом Пендлтоном (F.L.O.W. — For Love of Women / «Из любви к женщине») и Дуайтем Роденом («Повороты любви»).

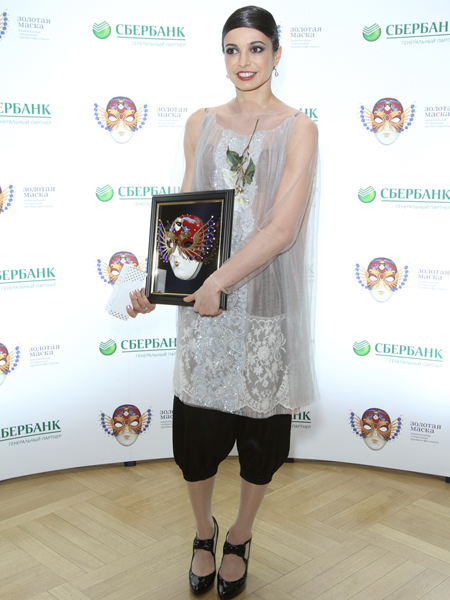
Диана Вишнёва на церемонии вручения премии «Золотая маска», 2013 год

В 2010 году учредила Фонд содействия развитию балетного искусства Дианы Вишнёвой. В том же году снялась в короткометражном фильме режиссёра Рустама Хамдамова «Бриллианты. Воровство».
В 2011 году работала с хореографом Эдуаром Локом, выступив с его труппой La La La Human Steps в балете на музыку Пёрселла и Глюка.
В октябре 2011 года на сцене Мариинского театра состоялась премьера следующего сольного проекта Вишнёвой — «Диалоги». Для этой программы хореограф Джон Ноймайер создал для балерины «Диалог» — дуэт на музыку Фредерика Шопена (партнёр — Тьяго Бордин). Также в этой программе Диана первой из российских балерин исполнила хореографию Марты Грэм («Лабиринт») и станцевала созданную для неё постановку Пола Лайтфута и Соль Леон Subject to change (партнёр — Андрей Меркурьев).
В 2012 году была председателем жюри проекта «Большой балет» на телеканале «Россия-Культура». В этом же году вошла в рейтинг журнала Forbes «50 русских, завоевавших мир».
17 февраля 2013 года в Лозанне вместе с труппой Мориса Бежара Диана выступила в «Болеро», став первой после Майи Плисецкой российской балериной, исполнившей сольную партию в этом балете. В ноябре того же года в Калифорнии, в Сегерстрем-центре, состоялась премьера третьего сольного проекта Вишнёвой — On the Edge («Грани»), в который вошла хореография Жана-Кристофа Майо и Каролин Карлсон.

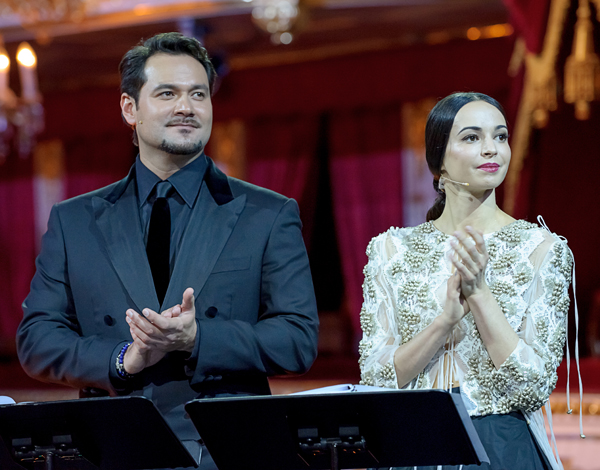
Диана Вишнёва и Ильдар Абдразаков — ведущие церемонии «Золотая маска» 2014 года

В 2013 году стала одним из организаторов международного фестиваля современной хореографии Context, в рамках которого впервые исполнила хореографию Иржи Килиана («Облака» на музыку Клода Дебюсси, партнёр — Марсело Гомес). В следующем фестивале, прошедшем в ноябре 2014 года, Вишнёва выступила в трёх постановках: в премьерной для себя работе Ханса ван Манена «Старик и я» (партнёр Эрик Готье) и Марко Геке «Убитый», а также в постановке Пола Лайтфута и Соль Леон Subject to change.
7 февраля 2014 года участвовала в церемонии открытия зимних Олимпийских игр 2014 в Сочи, где исполнила «танец голубки мира» — парафраз хореографии Мозеса Пендлтона для программы «Красота в движении» (Waters Flowers — «Водяные цветы», 3-я часть балета F.L.O.W.). Комментаторами прямой трансляции церемонии Вишнёва была представлена телезрителям, как одна из величайших балерин современности.
7 ноября 2014 года дебютировала в новом балете Джона Ноймайера «Татьяна», премьера которого состоялась 29 июня в Гамбурге. 1 апреля 2016 года провела в родном театре вечер в честь Людмилы Ковалёвой «Посвящение педагогу», в котором участвовала сама вместе с другими ученицами.
В октябре 2018 года на Новой сцене Александринского театра была представлена первая коллекция одежды бренда «Тело и Душа», основанного дизайнером Татьяной Парфёновой и Дианой Вишнёвой.
25 февраля 2019 года студия Context Pro представила на сцене БДТ им. Г.А. Товстоногова проект «Действующие лица: Диана Вишнёва и Ульяна Лопаткина». В рамках спектакля-эксперимента режиссёра Алексея Кононова две прима-балерины Мариинского театра расспросили друг друга о судьбоносном выборе профессии, детстве в балетной школе, славе и душевном обновлении после рождения ребёнка.
В 2023 году была вице-председателем жюри балетного конкурса «Приз Лозанны».

## Личная жизнь
В начале своей карьеры встречалась со своим партнёром по сцене, танцовщиком Фарухом Рузиматовым. 27 августа 2013 года вышла замуж за своего продюсера Константина Селиневича, с которым балерину связывают длительные отношения. Свадебная церемония состоялась на Гавайских островах.
13 мая 2018 года родила сына Рудольфа-Виктора.

## Репертуар
Балеты классического репертуара
- «Дон Кихот» (Китри);
- Pas de quatre (Фанни Черрито);
- «Grand pas classique», «Жизель» (Жизель);
- «Корсар» (Гюльнара);
- Grand pas из балета «Пахита» (вариация);
- «Баядерка» (Никия);
- «Спящая красавица» (принцесса Аврора);
- «Лебединое озеро» (Одетта и Одиллия);
- «Раймонда» (Раймонда).

Хореография XX века
- «Щелкунчик» Василия Вайнонена — Маша
- «Шехеразада» (Зобеида), «Жар-птица» (Жар-птица), «Видение розы» (Девушка) и «Лебедь» Михаила Фокина
- «Ромео и Джульетта» Леонида Лавровского — Джульетта
- «Легенда о любви» Юрия Григоровича — Мехменэ-Бану
- «Онегин» Джона Кранко — Татьяна
- «Аполлон» (Терпсихора), «Симфония до мажор» (III часть), Па-де-де на музыку Чайковского, «Рубины», Ballet Imperial Джорджа Баланчина
- «В ночи» Джерома Роббинса — I дуэт, партнёр Виктор Баранов
- «Кармен» (Кармен, дон Хозе — Фарух Рузиматов); «Юноша и смерть» Ролана Пети
- «Манон» Кеннета Макмиллана — Манон
- Spring and Fall, «Дама с камелиями» (Маргарита Готье), «Татьяна» (Татьяна Ларина[* 5]) Джона Ноймайера
- «Кольцо вокруг кольца», «Болеро» Мориса Бежара
- «Золушка» (Золушка), «Поэма экстаза», «Анна Каренина» (Анна Каренина), «Утраченные иллюзии» Алексея Ратманского

Современная хореография
- Steptext, In the Middle Somewhat Elevated Уильяма Форсайта
- «Квартира» Матса Эка
- Vertigo Мауро Бигонцетти (партнёры — Владимир Малахов, затем Марсело Гомес)

Сольные проекты
- «Диана Вишнёва: Красота в движении» (хореография Алексея Ратманского, Дуайта Родена, Мозеса Пендлтона)
- «Диана Вишнёва: диалоги» (хореография Марты Грэм, Джона Ноймайера, Пола Лайтфута и Соль Леон)
- «Грани» (хореография Жан-Кристофа Майо и Каролин Карлсон)
- «Sleeping Beauty Dreams / Сны Спящей Красавицы»

Другие проекты
- 2021 — «Левша» по мотивам повести Николая Лескова, режиссёр Максим Диденко — Блоха

## Награды и премии
- Заслуженная артистка России
- 1994 — Золотая медаль международного балетного конкурса «Приз Лозанны» (Швейцария)
- 1996 — приз «Бенуа танца»
- 1996 — премия артистического агентства «Ардани» «Божественная», премия «Золотой софит» в номинации «Лучшая женская балетная партия»
- 1998 — премия «Балтика»
- 2000 — Государственная премия Российской Федерации
- 2001 — театральная премия «Золотая маска»
- 2002 — «Танцовщица года — 2002» (премия журнала Dance Europe)[28]
- 2003 — приз журнала «Балет» «Душа танца»
- 2007 — Народная артистка России
- 2009 — театральная премия «Золотая маска» (в номинациях «Лучшая женская роль», «Современный танец/женская роль» и «Приз критики»)
- 2010 — «Балерина десятилетия» (международный концертный проект «Звёзды балета XXI века»)
- 2016 — нагрудный знак «За вклад в российскую культуру» министерства культуры РФ[29]